# Rhaebobates
Rhaebobates là một chi nhện trong họ Thomisidae.